# Blaesochaetophora norma
Blaesochaetophora norma är en tvåvingeart som beskrevs av Malloch 1933. Blaesochaetophora norma ingår i släktet Blaesochaetophora och familjen myllflugor. Inga underarter finns listade i Catalogue of Life.